# Actividades de la CIA en Perú
Actividades de la CIA en Perú ofrece una descripción general de las actividades que realizó la Agencia Central de Inteligencia (CIA) en Perú:
Tras la orden del presidente de los Estados Unidos Donald Trump, de desclasificar un tramo de los archivos sobre el asesinato de John F. Kennedy, se pudo dar con algunos archivos referenciados al Perú, donde se pudo saber que la CIA interfirió en las elecciones generales de Perú de 1962. Otros archivos desclasificados dan mayores pistas sobre el apoyo de la CIA al partido político APRA, liderado por Víctor Raúl Haya de la Torre, que bajo su propio partido se presentaba como candidato presidencial. Elecciones que finalmente serían anuladas tras el Golpe de Estado en 1962 a Manuel Prado Ugarteche, el 18 de julio, por las Fuerzas Armadas del Perú, asumiendo el gobierno  el militar Ricardo Pérez Godoy. 
Valdría agregar que las hipótesis de que la Administración Kennedy consideraba al APRA como la mejor opción peruana. En otros documentos donde se comprueba el apoyo de la CIA al partido aprista, es el redactado por el analista de la CIA, Sherman Kent, donde hace un análisis del Perú de inicios de los años 60 y en donde se denota la preferencia por el APRA.

## 1964
A mediados de la década de 1960, durante el primer gobierno de Fernando Belaúnde Terry (1963-1968), este pediría apoyo a los Estados Unidos para combatir la avanzada de los subversivos en algunos sectores remotos del oriente peruano. Los Estados Unidos daría su rápido y secreto apoyo enviando a sus Fuerzas Especiales los Boinas Verdes. En esos años la CIA asumió la función coordinadora de todas las actividades antisubversivas en América Latina, por lo que algunos destacamentos de Boinas Verdes pasaron a depender de la CIA.
El envío de Boinas Verdes al Perú fue para ese entonces la intervención individual más importante de la CIA en América Latina desde la invasión de bahía de Cochinos en Cuba en 1961. La agencia estadounidense correría con los gastos de construcción de su base militar, lo que incluía edificios administrativos, torres para saltos en paracaídas, zonas para desembarcos anfibios, entre otros. La CIA haría traer equipamiento de combate, así como instructores pertenecientes al personal de división de Operaciones Especiales de la misma CIA o también de los Boinas Verdes cedidos por su Ejército. Entre las fuerzas que lograron entrenar destaca la formación de la 48.ª Comandancia de la Guardia Civil del Perú - "Los Sinchis", creada el 21 de junio de 1965.

## 1997
Ya en 1997, el capítulo del informe anual de derechos humanos del Departamento de Estado sobre Perú describía el enorme poder que había adquirido el SIN bajo Vladimiro Montesinos, jefe de la dirección del Servicio de Inteligencia Nacional del Perú y su uso contra la política nacional. oponentes. A pesar de esas preocupaciones, las ventas de armas al régimen de Fujimori por parte del gobierno de EE. UU, y las empresas con licencia estadounidense casi se cuadriplicaron en 1998 a $ 4,42 millones, en comparación con $ 1,17 millones en 1997.
También en 1997, la Oficina de Inteligencia e Investigación del Departamento de Estado alertó a la comunidad de inteligencia sobre las crecientes preocupaciones sobre Montesinos, quien es muy cercano al presidente Alberto Fujimori. «Pero en 1996 Fujimori comenzó un lento declive en popularidad cuando su electorado entre la población rural y urbana pobre comenzó a cansarse de las medidas de austeridad que parecían no producir beneficios apreciables. La oposición creció también en otros sectores, cuestionando tácticas tan duras como la la interpretación constitucional del Congreso controlado por Fujimori que permitió al presidente postularse para un tercer mandato en 2000, la negativa a permitir una investigación de los cargos de narcocorrupción contra el poderoso asesor de seguridad nacional Valdimiro Montesinos, y un fallido secuestro por parte de agentes de inteligencia de un general retirado disidente. Estos últimos incidentes se ajustan a un patrón de comportamiento arrogante y autoritario evidente en los ingresos cuantiosos e inexplicables de Montesinos, el acoso continuo a figuras de la oposición y periodistas, y el espantoso asesinato de un agente de inteligencia del ejército y la tortura de otro por su propia organización».

## 1998
Según un informe del New York Times, los funcionarios jordanos preguntaron al jefe de la estación de la CIA en Amán, Estados Unidos, objetar si Jordania vendió 50.000 rifles de asalto AK-47 excedentes al ejército peruano. Después de consultar con el personal diplomático y militar de la embajada, la sede de la CIA, pero no con el Departamento de Estado, se les dijo a los jordanos que Estados Unidos no tenía objeciones a la transacción. Posteriormente, sin embargo, la CIA le dijo a la Administración Clinton que los rifles excedentes no iban a Perú, sino a las guerrillas en Colombia. Perú ha tenido una disputa fronteriza de larga data con Ecuador, y fuentes estadounidenses dijeron que las compras de armas peruanas, debido a ese conflicto, que involucró una guerra abierta en 1995, deberían haber sido monitoreadas de cerca. La estación de la CIA en Lima, Perú, había sido notificada, pero el asunto no fue discutido con los oficiales de seguridad peruanos por respeto a la confianza jordana.
En el lado peruano, la transacción fue arreglada por Montesinos, trabajando a través de un corredor de armas, Sarkis Soghanalian, quien dijo que no sabía que las armas iban a otro lugar que no fuera Perú, y que había recibido un certificado de usuario final (EUC) por ellas.
La CIA sospechaba que Montesinos estaba involucrado en algunas actividades ilegales y no se sorprendió cuando se le informó del desvío de fondos, dijeron fuentes estadounidenses. Aunque la agencia tenía sus sospechas sobre Montesinos, continuó haciendo negocios con él «porque resolvía problemas, incluidos los que él mismo creaba», dijo una fuente. La Embajada de Estados Unidos ha proporcionado al fiscal anticorrupción de Perú información detallada sobre los pagos de la CIA a Montesinos en respuesta a las amplias investigaciones del gobierno peruano sobre la malversación de Montesinos. La fiscal, Ana Cecilia Magallanes, ha dicho a los funcionarios estadounidenses que tiene documentos que muestran el desvío del dinero del SIN, incluidos los pagos de la CIA, hacia actividades ilegales. Las fuentes no dieron más detalles sobre lo que incluían esas actividades, pero el fiscal dijo que no parecía que esos fondos fueran desviados a las cuentas personales de Montesinos, quienes habían fundado y controlado personalmente una unidad antidrogas dentro del SIN. Según funcionarios de la Embajada de Estados Unidos en Lima, entrevistados por el ICIJ, la unidad de inteligencia de narcóticos del SIN fue financiada y asistida tanto por la CIA como por la Oficina de Asuntos Internacionales de Narcóticos y Aplicación de la Ley del Departamento de Estado. La parte del Departamento de Estado incluía $ 36,000 en 1996, $ 150,000 en 1997 y $ 25,000 en 1998, según funcionarios de la embajada de Estados Unidos. Fue a esa División de Inteligencia de Narcóticos (DIN), dijeron funcionarios estadounidenses al ICIJ, que la CIA destinó al menos $ 10 millones en pagos en efectivo desde 1990 hasta septiembre de 2000. La mayor parte del dinero fue para financiar actividades de inteligencia en la guerra contra las drogas, aunque los funcionarios reconocieron una pequeña parte se destinó a actividades antiterroristas. La CIA sabía que el dinero iba directamente a Montesinos y tenía recibos de los pagos, dijeron las fuentes. «Era una relación de agencia a agencia», dijo al ICIJ un funcionario estadounidense en Lima, «con Vladimiro Montesinos como intermediario ... Montesinos tenía el dinero bajo su control».
Fuentes del Departamento de Estado, según el Times, estaban descontentas con el papel de la CIA en el asunto, «No sabemos con certeza si él [Montesinos] estuvo involucrado, pero hay mucho humo proveniente de su dirección, lo sabemos. deberíamos haber tenido mucha información mucho antes de lo que la obtuvimos». Su preocupación tocaba la cuestión constante de qué tan estrechamente pueden trabajar las organizaciones de inteligencia estadounidenses con las personas acusadas de violaciones de derechos humanos y otras actividades delictivas. Citaron a funcionarios, incluido el subsecretario de Estado, Thomas R. Pickering, como insatisfechos con el flujo de información de la agencia, tanto sobre su propio papel inicial en el caso como sobre la posible participación de funcionarios peruanos. Según el personal del Estado, «cada vez que hacías una pregunta, tomaba unos días obtener una respuesta, y cada vez, su historia cambiaba un poco. Era como sacarle los dientes a alguien».
El personal de la CIA, que habló bajo condición de anonimato, dijo que si bien habían tardado en descubrir el desvío de los rifles, una vez que se dieron cuenta, lo informaron de inmediato, cuando las armas encontradas en el campo se rastrearon hasta Jordania. Dijeron que habían realizado informes periódicos sobre sus presuntas acciones ilícitas, mientras que también trabajaron con él en programas encubiertos antiterroristas y antidrogas.
Montesinos huyó a Panamá el 24 de septiembre de 2000, luego de la divulgación de un video que lo mostraba sobornando a un legislador de la oposición. El artículo del Times decía que mientras Estados Unidos y la Organización de Estados Americanos (OEA) habían instado a Panamá a que le concediera asilo, Panamá se negó y Montesinos voló de regreso para esconderse en Perú el 23 de octubre de 2000.
Suiza informó a Perú de cinco cuentas bancarias, que contenían 50 millones de dólares, pertenecientes a Montesinos, y Perú dijo que intentarían procesarlo por corrupción. Al parecer, la CIA desconocía el alcance de su comercio de armas. El personal de la CIA dijo que no había razón para sospechar de la oferta jordana, que tenía el sabor de «¿Alteraría nuestra relación con usted si vendiéramos estas armas al gobierno peruano?» Los funcionarios dijeron que los jordanos no tenían la obligación de obtener el permiso de Estados Unidos.
Soghanalian, quien esperaba cargos criminales no relacionados en Los Ángeles, dijo que los peruanos buscaron desde el principio establecer una relación discreta que pudieran usar para comprar armas más sofisticadas. Le habían presentado a Montesinos, a quien le presentaron como «el jefe».
Los funcionarios peruanos entregaron a Soghanalian «una lista de compras de más de $ 70 millones en hardware que pensó que podría haber sido destinado solo para un ejército regular»: armas antiaéreas, equipo de comunicaciones y equipo para actualizar los tanques. El corredor dijo que había algunos aspectos extraños en El arreglo: Los peruanos pidieron pagar las compras futuras en efectivo y le ofrecieron $ 22 millones como anticipo. Insistieron en dejar caer las AK-47 a sus tropas. El primero de los cargamentos también fue devuelto en el Amazonas cuenca por razones que nunca fueron claras, y los envíos finalmente fueron abortados en agosto de 1999 después de que se enviaron 9.540 de los rifles ... no pensó mucho en el hecho de que los peruanos también querían comprar una gran cantidad de paletilla rusa misiles tierra-aire disparados, que cambiarían el equilibrio de poder en Colombia si fueran obtenidos por los rebeldes colombianos.
Según el Times, muchos analistas militares esperaban que la guerrilla colombiana buscara compras de armas para contrarrestar un paquete de ayuda estadounidense de 1.300 millones de dólares que incluye casi 400 millones de dólares para nuevos helicópteros para las fuerzas de seguridad colombianas. «El teniente retirado del ejército peruano que organizó el envío jordano con Soghanalian, José Luis Aybar, también identificó a Montesinos como el funcionario que supervisó el negocio de armas. Pero Aybar dijo que no sabía que el cargamento jordano consistía en rifles de asalto, una afirmación que el Sr. Soghanalian y otros contradecían».

## 1999
Véase Colombia 1999 para la acción de la CIA después de que se incautaran algunos rifles a mediados de 1999. El informe de la transferencia de armas dio lugar a una conferencia de prensa el 21 de agosto de 1999 en la que Fujimori y Montesinos se atribuyeron el mérito de haber detectado una red de contrabando de armas. Personal de la CIA dijo que las declaraciones de Soghanalian y Aybar, no confirmaron que Montesinos estuviera involucrado en el desvío a Colombia. «No nos hacemos ilusiones sobre sus antecedentes [de Montesinos] ... No tenemos información de inteligencia, salvo las declaraciones de un par de individuos, que lo vincule».
En 1999, el Estado retuvo la ayuda al SIN debido al enojo del Congreso por los informes de que Montesinos estaba usando la unidad para realizar inteligencia contra los opositores políticos del régimen.

## 2000
Según el Centro para la Integridad Pública, Soghanalian en 2000, cooperó en la investigación de prácticas cuestionables de la red de corrupción bajo Fujimori y Montesinos. El fiscal peruano, José Carlos Ugaz, quien investiga los hechos ilícitos del régimen de Fujimori dijo que «Lo que sabía Sarkis Soghanalian es fundamental para demostrar que Montesinos controló la compra de armas durante el gobierno de Fujimori, al menos desde el conflicto con Ecuador en 1995», dijo Ugaz al Consorcio Internacional de Periodistas de Investigación (ICIJ). ICIJ es el brazo de investigación del Centro para la Integridad Pública. Soghanalian señaló posteriormente que la CIA se habría enterado de la venta de armas de 1998.
El general Julio Salazar Monroe, antecesor de Rozas en el SIN de 1991 a 1998, y el último jefe del SIN, el Contralmirante Humberto Rozas Bonuccelli, dijeron ambos, según el Centro de Integridad Pública, "dirigían el Servicio Nacional de Inteligencia en nombre sólo y que Montesinos era su jefe de facto. Montesinos tenía la autoridad de Fujimori para administrar sus propios fondos y personal estatales sin ningún control, dijo Rozas. «Montesinos tenía una forma de trabajo muy independiente y estaba compartimentada. Tenía sus propios ingresos privados ... tenía un grupo de personas que trabajaban exclusivamente para él, aunque nadie sabía cuántos eran ni quiénes eran ». Rozas dijo que descubrió el papel de Montesinos en la venta de armas a las FARC con la ayuda de agentes de inteligencia «estadounidenses» no especificados, que le proporcionaron fotocopias de los documentos relacionados con la transacción. Los estadounidenses, dijo Rozas en su testimonio ante el tribunal, «querían que se llevara a cabo una investigación para determinar si el ejército peruano había comprado estas armas». Funcionarios de la embajada de Estados Unidos le dijeron al ICIJ que fue la CIA la que proporcionó documentos sobre el trato de armas a Rozas.
Rozas se reunió por primera vez con personal de la CIA, con respecto a la venta de armas, el 10 de agosto de 2000. Once días después, luego de haber iniciado una investigación, Fujimori y Montesinos anunciaron que habían descubierto el contrabando de armas el 21 de agosto, declarando «que un grave Se había producido un golpe contra una red de tráfico de armas, 'en el que no se compromete ni un solo agente de inteligencia peruano' La Organización de los Estados Americanos estaba presionando al Perú para que reestructurara y reformara los deberes del SIN en ese momento, por lo que tal vez Fujimori le atribuyera el ' notable éxito 'del operativo para el SIN y Montesinos'. Luego de recibir los documentos, se apresuraron a dar a conocer el caso. Esta fue una decisión política ', declaró Rozas. El juez peruano que conocía el caso le preguntó a Rozas:' ¿Qué hubiera pasado? si los documentos de los agentes de inteligencia norteamericanos no le hubieran sido entregados a usted, sino sólo a Vladimiro Montesinos, ¿se habría descubierto el tráfico de armas? El ex jefe de SIN respondió: 'Lo más probable es que no'».
Enfurecido por los recortes en la ayuda estadounidense ordenados por el Congreso en respuesta a los informes de abusos del SIN, Fujimori calificó la operación encubierta como «Plan Siberia» y dijo que era mucho más pequeña, pero más efectiva que el Plan Colombia de Washington por 1.300 millones de dólares.

## 2001
En 2001, mientras la CIA asistía a la Fuerza Aérea Peruana en la Guerra contra las Drogas, la CIA evaluó incorrectamente que una avioneta estaba involucrada en el tráfico de drogas, lo que provocó la muerte de una misionera cristiana estadounidense, Roni Bowers, y su hija. El gobierno de los Estados Unidos pagó una compensación de $ 8 millones a la familia Bowers y al piloto.

## 2004
El primero de 60 ensayos de Montesinos comenzó en 2004. Su defensa (según la corresponsal de la BBC, Hannah Hennessy) ya está cumpliendo nueve años en una base naval de alta seguridad cerca de Lima después de ser condenado por delitos menores y aún no ha enfrentado otros cargos, incluida la presunta participación en asesinatos de escuadrones de la muerte. Henesssy lo llamó «la mano derecha del ex presidente Alberto Fujimori, Montesinos dirigió efectivamente al Perú desde las sombras durante la década de los noventa».